# ラクリモサ (小惑星)
ラクリモサ (208 Lacrimosa) は、小惑星帯に位置する小惑星の一つでS型小惑星に分類される。
コロニス族の中で最も大きい小惑星であり、コロニス族の他の小惑星は、かつてこの小惑星に衝突が起こって砕けた時の破片だろうと考えられている。
1879年10月21日にオーストリアの天文学者、ヨハン・パリサがポーラ（現クロアチア領プーラ）で発見し、イエスの母マリアに贈られた称号「悲しめる我らの貴婦人（悲しみの聖母）」にちなんで命名された。